# Cantone di Thouars-2
Il Cantone di Thouars-2 era una divisione amministrativa dell'arrondissement di Bressuire.
A seguito della riforma approvata con decreto del 18 febbraio 2014, che ha avuto attuazione dopo le elezioni dipartimentali del 2015, è stato soppresso.

## Composizione
Comprendeva parte dei comune di Thouars e di Argenton-l'Église e i comuni di:
- Brion-près-Thouet
- Louzy
- Mauzé-Thouarsais
- Saint-Martin-de-Sanzay
- Sainte-Radegonde
- Sainte-Verge